# Andrulla Blanchette
Andrulla Blanchette (Londres, 29 de julio de 1966) es una culturista profesional británica.

## Carrera de culturista

### Amateur
Blanchette decidió empezar a levantar pesas sólo como complemento de ayuda en sus ejercicios de judo, pero se dio cuenta de su fuerza. Progresó hasta levantar pesas de 200 libras (91 kg), lo que le llevó a obtener su tarjeta profesional de la IFBB en los Juegos Mundiales (Países Bajos) en 1993. Andrulla es cinturón negro Primer Dan de judo.

### Profesional
En 1996 fue nombrada culturista europea del año por la revista Women's Physique World. En el año 2000 ganó el título de peso ligero de Ms. Olympia, si bien al año siguiente no pudo revalidar el título. En 2002, Blanchette iba a competir en Ms. International, pero fue descalificada a pocas horas de iniciarse la competición por no haber firmado un contrato para competir.

### Legado
En la actualidad, es la culturista británica más exitosa, al ser la única que ha ganado el Ms. Olympia.

### Historial competitivo
- 1986 - IFBB Junior Worlds - 4º puesto
- 1986 - Place Junior British Championship - 1º puesto
- 1986 - EFBB Qualifier (Sub-21) - 1º puesto
- 1986 - Miss Capital City - 1º puesto
- 1988 - IFBB Women's World Championship (Puerto Rico) - 10º puesto
- 1992 - IFBB Women's World Championship (Rimini) - 3rd
- 1992 - World Amateur Championships - 3º puesto
- 1993 - IFBB European Championships (Hungría) - 1º puesto
- 1993 - IFBB World Games (Países Bajos) - 1º puesto
- 1995 - Jan Tana Classic - 6º puesto
- 1996 - IFBB Grand Prix (Praga) - 3º puesto
- 1996 - IFBB Grand Prix (Eslovaquia) - 3º puesto
- 1996 - Ms. International - 11º puesto
- 1996 - IFBB Ms. Olympia - 8º puesto
- 1997 - IFBB Ms. Olympia - 7º puesto
- 1998 - Ms. International - 6º puesto
- 1998 - IFBB Ms. Olympia - 6º puesto
- 1999 - Ms. International - 5º puesto
- 1999 - IFBB Ms. Olympia - 7º puesto
- 2000 - Ms. International - 2º puesto (LW)
- 2000 - IFBB Ms. Olympia - 1º puesto (LW)
- 2001 - IFBB Ms. Olympia - 2º puesto (LW)
- 2002 - Ms. International - DNS (LW)[2][3]

## Vida personal
Residente en Londres tras su retiro, ha dedicado buena parte de su actividad a la fotografía y el diseño, así como al ajedrez, complementándose como entrenadora personal en su propio gimnasio en Londres. Es cristiana.
Ha aparecido en muchos programas de televisión del Reino Unido durante su carrera como culturista. En 2002 protagonizó el programa de televisión Lexx, en el episodio Viva Lexx Vegas, como "Reina de Saba". En 2003 protagonizó la película The Interplanetary Surplus Male and Amazon Women of Outer Space, como amazona.